# Charaka-samhita
El Charaka-samjita (siglo II d. C.) es un texto sobre ayurveda (medicina tradicional india) atribuido al médico indio Charaka.

## Nombre sánscrito y etimología
- carakasaṃhitā, en el sistema AITS (alfabeto internacional para la transliteración del sánscrito).[1]
- चरकसंहिता, en escritura devanagari del sánscrito.[1]
- Pronunciación:
  - [cháraka sáñjita] en sánscrito[1] o bien
  - [charáka samjíta] en varios idiomas modernos de la India (como el hindí, el maratí o el palí).
- Etimología: ‘la recopilación de Charaka’[1]
  - cháraka: un vagabundo, un estudiante religioso itinerante (siendo chara ‘caminar, moverse’); según el Shatapatha-bráhmana, el gramático Panini y el Lalita-vistara.
  - sáṃhitaa: compendio en verso.

### Palabras relacionadas
- Charaka-grantha (‘el libro de Charaka’), texto conocido en Occidente como Charaka-samjita, sobre medicina.[1]
- Charaka-tantra (‘la doctrina de Charaka’), el mismo Charaka-samjita.[1]
- Charaka-tantra-vyākhyā (‘explicación de la doctrina de Charaka’), nombre de un comentario sobre Charaka-samjita escrito por Jari-Chandra.[1]
- Charaka-bhāṣya (‘comentario sobre la Charaka’), nombre de un comentario sobre Charaka-samjita escrito por Krisna (un médico y ensayista que no debe ser confundido con el mítico dios Krisna).

## Datación
Se cree que el texto data de la época del reinado del rey Kaniska (en el Imperio kusán, con capital en Gandhara, en la actual Pakistán), hacia el siglo II).

## Escuelas de medicina
Según la tradición aiurvédica había seis escuelas de medicina, fundadas por los discípulos del mítico médico Punar Vasu Atreia (del que se desconoce la época en que vivió; algunos citan —sin referencias— que vivió en el siglo VIII a. C.
Cada uno de esos discípulos (Agnívesha, Bhela, Yatu Karna, Parashara, Jarita y Ksara Pani) escribió un samjita (texto), de los cuales el más importante era el desaparecido Agnívesha-samjita, que se dice que tenía 46 000 versos, y que era superior a los demás.
El Charaka samjita se basaría en ese Agnívesha samjita.
Dridhabala, que vivió alrededor del año 400 d. C. copió algunos versículos de ese texto en su Chikitsa-sthana. El resto del texto se perdió con el tiempo.

## Principios aiurvédicos
El Charaka-granta trata sobre psicología, etología y embriología.
De acuerdo con las ideas de Charaka, la salud y la enfermedad no están predeterminadas por el karma, y la vida puede prolongarse por el esfuerzo humano y el cuidado en el estilo de vida.

Un médico que falla en entrar en el cuerpo de un paciente con la lámpara del conocimiento y el entendimiento, nunca podrá tratar enfermedades. Deberá primero estudiar todos los factores, incluyendo el entorno, que influencian la enfermedad, y luego prescribir tratamiento. Es más importante prevenir una enfermedad que buscar su cura.
Charaka

Estos consejos pueden parecer obvios en la actualidad, pero no lo eran en la época de Charaka.
Charaka fue el primer estudioso en presentar los conceptos de digestión, metabolismo e inmunidad. De acuerdo con sus ideas, el cuerpo funciona porque tiene tres dosha o ‘humores’, llamados vata (‘aire’), pitta (‘bilis’) y kapha (‘linfa’). Los doshas se producirían como interacción entre el alimento consumido y la sangre, la carne y los huesos. Para la misma cantidad de alimento ingerido, un cuerpo produce dosha en cantidad distinta a otro cuerpo, por eso un cuerpo es diferente a otro.
Además la enfermedad se produciría cuando el balance entre los tres doshas se desequilibra. Para restaurar el balance, Charaka prescribía hierbas medicinales.
Antes de Charaka, todos los defectos congénitos se atribuían a la mala salud o a la mala predisposición sexual de la madre. En cambio Charaka afirmó (aunque sin aportar evidencias) que si había defectos de nacimiento en los bebés ―como cojera o ceguera― que no aparecían en la madre ni el padre, eran causados porque el padre tenía el semen malo.
Charaka estudió la anatomía del cuerpo humano y los diversos órganos. Según sus estimaciones, el número total de 360 huesos del esqueleto (entre los que contaba los dientes). Creía erróneamente que el corazón tenía una sola cavidad (en vez de cuatro), y creía (como se cree tradicionalmente en la India) que en el corazón estaba ubicada el alma. Dijo que el corazón se relaciona con todo el cuerpo a través de 13 canales principales. Aparte de estos canales, descubrió un sinnúmero de otros conductos de diferentes tamaños que no solo proporcionaban nutrientes a los diferentes tejidos, sino que también permitían el paso de los residuos. También dijo que la obstrucción de las rutas principales producían enfermedades.

## Capítulos del «Charaka-samjita»
Charaka dividió su sistema en ocho partes:
1. Sūtra-sthāna, principios generales
2. Nidāna-sthāna, enfermedades
3. Vimāna-sthāna, síntomas
4. Sharīra-sthāna, anatomía
5. Indriya-sthāna, los diez sentidos
6. Chikitsā-sthāna, medicamentos, terapéutica
7. Kalpa-sthāna, herbología
8. Siddhi-sthāna, curación